# 다케야스 다이치
다케야스 다이치(일본어: 竹安 大知, 1994년 9월 27일 ~ )는 일본의 전 프로 야구 선수이다. 시즈오카현 이토시 출신이며 현역 시절 포지션은 투수였다.

## 인물

### 프로 입단 전
사이타마현 하스다시에서 태어난 후 시즈오카현 이토시로 이사했다. 이토 시립 후토 초등학교 1학년 때에 현지 소년 야구팀 ‘후토 주니어’에서 야구를 시작했고 중학생 시절에는 이토 리틀 시니어에 소속됐다.
중학교 졸업 후 니쇼가쿠샤 대학 부속 고등학교로 진학했는데 스즈키 세이야와 동급생이 되면서 자신도 1학년 때부터 벤치에 들어갔지만 1학년 여름 경에 현지에 소재하고 있는 시즈오카 현립 이토 상업고등학교로 전학갔다. 전학 후에는 3학년 때 하계 선수권 시즈오카 대회에서 NPB 복수 구단의 스카우트가 시찰할 정도로 성장했지만 재학 중에 춘계 하계 모두 한신 고시엔 구장에서 개최되는 전국 대회에 출전할 수 없었다. 이토 상업고등학교에서 지도를 받은 야구부 감독은 마스이 히로토시의 동생 마스이 유야였다.
고등학교 졸업 후에는 구마모토현과 후쿠오카현에서 슈퍼마켓을 운영하는 센도 시장에 입사하여 이 회사의 경식 야구부인 사회인 야구팀 ‘구마모토 골든 락스’에 입단해 본사에서 경리를 담당했다. 1년 째부터 공식전에 등판하자, 2년째 여름에는 Honda 구마모토의 보강 선수로서 도시 대항 야구 대회에 출전했다. ‘골즈 짐 신시가 구마모토’의 운영과 관리를 위탁받은 10월부터는 이 헬스장의 트레이너로서 비수기에 트레이닝 지도와 상담을 맡고 있었다. 그러나 겨울에 오른쪽 팔꿈치 인대가 끊어져 12월 경에 토미 존 수술을 받았고 이듬해 9월에 개최된 사회인 야구 일본 선수권 규슈 지역 예선에서 실전에 복귀했다.
2015년 10월 22일에 열린 드래프트 회의에서 한신 타이거스로부터 3순위 지명을 받아 계약금 5,000만 엔, 연봉 840만 엔(금액은 추정치)이라는 조건으로 입단했고 등번호는 42번으로 결정됐다. 당시 담당 스카우트는 다나카 슈타였다.

### 한신 시절

#### 2016년

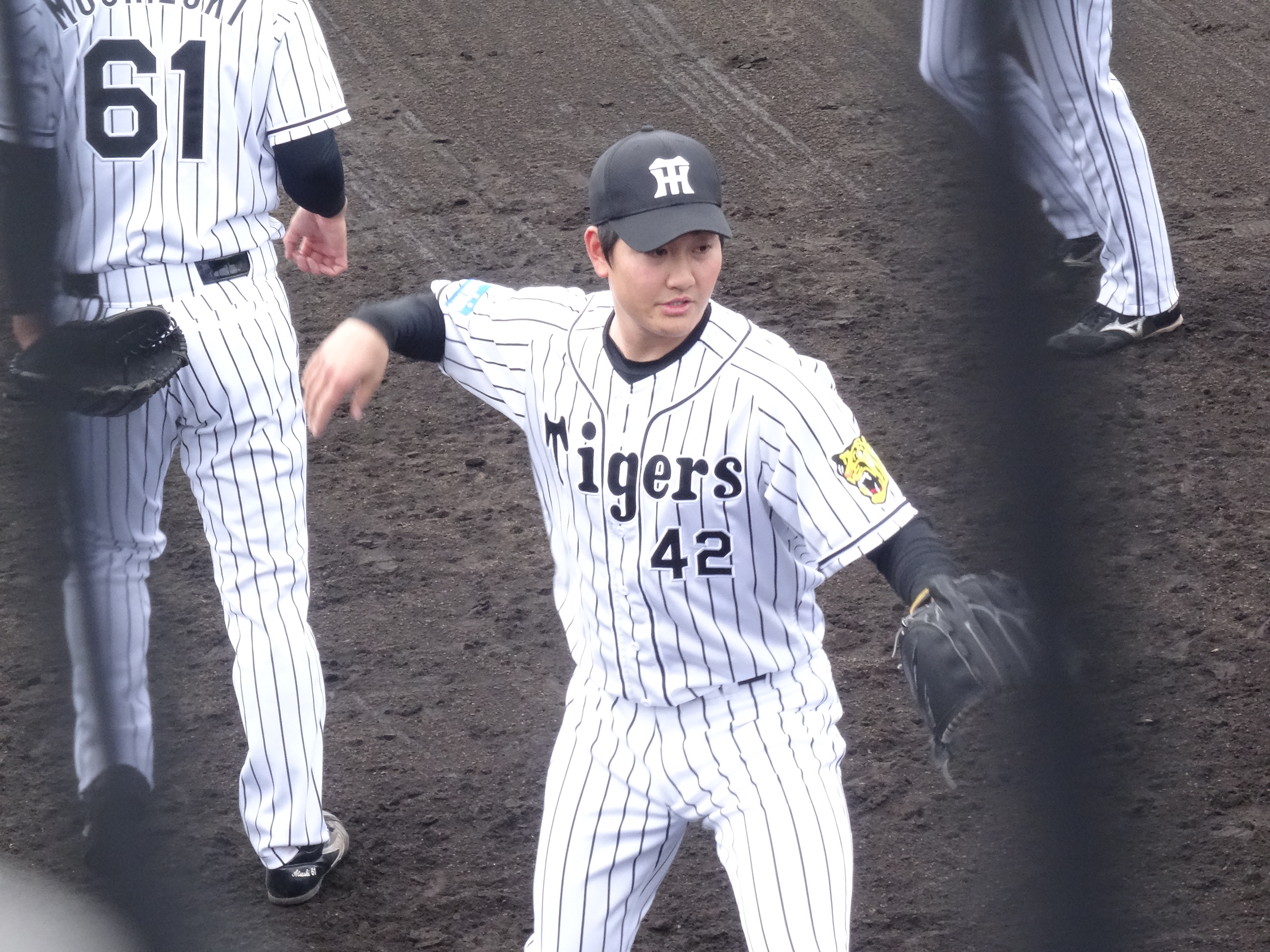
한신 시절(2016년 3월 20일, 한신 나루오하마 구장

시즌 종반에 1군 데뷔를 목표로 위에서 언급한 수술에 따른 재활과 트레이닝을 우선적으로 임했지만 1군에서의 등판은 없었다. 2군인 웨스턴 리그에서도 6경기에 등판하여 0승 2패 평균 자책점 10.57로 부진했고 1군에 승격 기회도 없이 시즌을 마쳤다.

#### 2017년
개막 이후부터 2군에서의 생활이 계속되고 있었지만 7월에는 웨스턴 리그 공식전 3경기에 등판하여 평균 자책점 0.56으로 좋은 성적을 남겼고 한신 구단이 제정하는 ‘팜 월간 최우수 선수상’을 수상했다. 이후에도 호조를 유지하면서 10월 5일에는 데뷔 후 처음으로 1군 승격을 이뤘고 같은 날 주니치 드래건스전에서 7회초 동점인 상황에 팀의 두 번째 투수로서 데뷔 첫 등판을 했다. 1이닝을 삼자범퇴를 막아냈고, 이후 팀은 공격에서 승리하여 불과 9구 만에 데뷔 첫 승리 투수가 됐다. 한신 투수에 의한 1군 공식전 첫 등판·첫 승리는 아오야기 고요가 2016년 선발 등판으로 기록한 이래 처음이다. 그 해 1군 등판은 한 경기에 그쳤지만 2군에서는 주로 선발로 20경기에 등판하여 5승 4패 평균 자책점 2.76을 기록했다. 시즌 종료 후 중화민국에서 열린 2017 아시아 윈터 베이스볼 리그에 NPB 웨스턴 선발팀의 일원으로 참가했고 계약 갱신에서는 작년과 동일한 추정 연봉 840만 엔으로 서명했다.

#### 2018년
10월 8일에는 1군에 승격하여 1경기에 구원 등판한 후 시즌 최종전인 10월 13일 주니치전에서 데뷔 첫 선발 등판했다. 이 경기에서는 5이닝 2실점을 내줬지만 승패는 연결되지 않았다. 1군에서 2경기(1선발)에 등판하여 평균 자책점 2.25를 기록했다.

### 오릭스 시절
2018년 12월 20일, 오릭스 버펄로스의 니시 유키가 국내 FA권을 행사하여 한신으로 이적한 데 따른 인적 보상 조치에 따라 오릭스로 이적한다고 공식 발표했다. 등번호는 니시가 착용했던 21번으로 결정했다.

#### 2019년
3월 상순 오른쪽 어깨 부상으로 늦었지만 2군에서는 8경기에 등판하여 평균 자책점 2.32의 성적을 남기고 6월 12일 주니치전에서 이적 후 첫 등판과 동시에 첫 선발 등판했다. 5와 3이닝을 던지면서 2실점을 기록해 승패는 연결되지 않았지만 같은 달 24일 도쿄 야쿠르트 스왈로스전에서는 7이닝 2실점으로 호투하여 이적 후 첫 승리를 올렸다. 8월 17일 지바 롯데 마린스전에서 9이닝 동안 상대 타선을 단 2안타, 2루도 밟지 못하는 완벽한 투구로 데뷔 첫 완투·첫 완봉승을 기록했다. NPB에서 ‘FA권 행사에 의한 이적 보상 대상이 된 투수’가 ‘보상 조치에 의한 이적지 구단’에서 ‘1군 공식전에서의 첫 완봉 승리’를 기록한 사례는 2002년에 유키(오사카 긴테쓰 버펄로스→오릭스 버펄로스)가 달성한 이래 두 번째였다. 이적 1년째는 1군에서 10경기에 선발 등판하여 3승 2패 평균 자책점 4.50의 성적을 남겼다. 시즌 종료 후인 11월 28일에 자신의 두 번째인 오른쪽 팔꿈치 수술(오른쪽 팔꿈치 척골신경 전방 이행술)을 받았고 계약 갱신에서는 한신 시절이던 작년부터 증가되는 추정 연봉 1,800만 엔으로 서명했다.

#### 2020년
작년에 받았던 수술의 영향으로 재활로 인해 늦어지면서 2군에서는 6경기에 등판하여 평균 자책점 0.96의 결과를 남겼고, 9월 10일 사이타마 세이부 라이온스전에서 시즌 첫 등판과 동시에 첫 선발 등판했다. 이 경기에서 5이닝 동안 2실점(무자책점)으로 막아내며 시즌 첫 승리 투수가 됐지만 다음날 등록이 말소돼 그 후 코로나19 확진 판정을 받고 자가 격리를 거쳤다. 11월 4일 도호쿠 라쿠텐 골든이글스전에서 1군에 복귀했지만 이 해의 선발 등판은 2경기에 그쳤다. 오프에는 200만 엔이 삭감된 추정 연봉 1,600만 엔으로 계약을 갱신했다.

#### 2021년
중간 계투로서 개막 1군 엔트리에 합류하여 기본 역할은 롱 릴리프였지만 선발 로테이션에 부상이 일어났을 때는 선발도 맡았다. 6월 21일 라쿠텐전에 선발 등판한 것을 마지막으로 같은 달 24일에 등록이 말소됐고 그 후에는 오랫동안 2군에서의 조정이 계속됐지만 마스이 히로토시나 혼다 히토미가 부진에 시달렸고 중도 입단한 글렌 스파크맨과 세사르 바르가스도 기대 이하의 부진을 겪는 등 9월에 들어 투수진의 침체가 계속되자 시즌 종반은 1군에서 선발 한 축을 담당했다. 선발로서는 10월 3일 후쿠오카 소프트뱅크 호크스전에서 올린 1승에 그쳤지만 그해 17경기(8선발)에 등판하여 3승 2패와 평균 자책점 4.44를 기록하며 시즌 종료 후 400만 엔이 상승한 추정 연봉 2,000만 엔으로 계약을 갱신했다.

#### 2022년
개막을 2군에서 맞이하여 5월 8일 라쿠텐전에서는 시즌 첫 등판과 동시에 첫 선발로 나서 4이닝 1실점(무자책점)으로 막아냈지만 다음날 9일에 출전 선수 등록이 말소됐고 5월 13일에는 무증상이었는데도 코로나19 양성 판정을 받았다. 이후 로테이션 사이에서 존재감을 보였고 정규 시즌에는 6경기에 선발 등판하여 2승 무패와 평균 자책점 3.81을 기록했다. 포스트시즌에서는 야쿠르트와의 일본 시리즈 3차전에 구원 등판했지만 ‘정말 고통스러운 시즌이었다. 몸 상태가 좋았던 적이 전혀 없었다’라고 토로하며 본인에게 있어서 컨디션에 시달릴 정도의 암울했던 시즌이었는데 오프인 11월 14일에 오른쪽 팔꿈치 클리닝 수술을 받았다. 같은 달 18일에 있은 계약 갱신에서는 100만 엔이 상승한 추정 연봉 2,100만 엔으로 서명했다.

#### 2023년
2월 19일에는 수술 후 처음으로 불펜 진입을 할 수 있을 정도로 회복됐으나 이 해에도 시즌 개막을 2군에서 맞이했다. 5월 20일, 이날 홋카이도 닛폰햄 파이터스전에 선발 등판이 예정돼 있던 야마모토 요시노부가 발열 증세로 등판을 급거 회피했기 때문에 ‘특례 2023’에 의해 1군으로 승격됐다. 야마모토의 대역으로 기대에 부응해 이 경기에 선발 등판했지만 첫회부터 3개의 4사구를 내주는 등 불안정한 모습을 보였고 2회 도중 총 28구째를 던졌을 때 오른쪽 팔꿈치에 이상을 느끼고 긴급 강판됐다. 2군에서의 재활과 훈련을 쌓아가며 팀의 우승이 결정된 후 시즌 막판인 10월 6일 지바 롯데전에서 1군에 복귀하여 선발 등판하였으나 4회 도중 11피안타 4실점으로 부진했고 팀으로서도 이 해 최다인 21피안타와 12실점을 내주는 최악의 경기가 됐다. 이 일로 인해 포스트시즌인 클라이맥스 시리즈 엔트리에 들어갈 수 없었고 10월 28일에는 구단으로부터 방출 통보를 받아 현역에서 은퇴하겠다는 입장을 밝혔다. 이후 11월 6일에는 자신의 SNS에 그 취지를 담은 자필 메시지를 올렸다.

## 선수로서의 특징
쭉 뻗은 직구를 주무기로 삼았는데 사회인 시절에 가장 빠른 147km/h, 프로 입단 후에는 최고 속도 152km/h를 측정했다. 변화구는 슬라이더, 커브, 포크볼, 투심을 사용했다.
이와쿠마 히사시의 투구 스타일과 투구 폼을 참고했으며 한신 입단 후 긴테쓰 투수 코치 시절 이와쿠마를 지도했던 2군 투수 코치(당시) 구보 야스오를 통해 이와쿠마로부터 조언을 구했었다.

## 에피소드
한신으로부터 드래프트 지명 인사를 받은 직후에는 “자신의 활약으로 구마모토 골든 락스를 전국민이 알아줬으면 좋겠다. 센도 시장에서는 한때 CF를 방영했기 때문에 CF 제작을 재개할 때는 출신 선수로서 출연할 수 있으면 좋겠다”는 포부를 밝혔다.

## 상세 정보

### 출신 학교
- 니쇼가쿠샤 대학 부속 고등학교(중퇴)
- 시즈오카 현립 이토 상업고등학교

### 선수 경력
- 구마모토 골든 락스
- 한신 타이거스(2016년 ~ 2018년)
- 오릭스 버펄로스(2019년 ~ 2023년)

### 개인 기록

#### 첫 기록(투수)
- 첫 등판·첫 승리 : 2017년 10월 5일, 대 주니치 드래건스 24차전(한신 고시엔 구장), 7회초에 2번째 투수로서 구원 등판, 1이닝 무안타 무실점
- 첫 탈삼진 : 상동, 7회초에 가메자와 교헤이로부터 헛스윙 삼진
- 첫 선발 : 2018년 10월 13일, 대 주니치 드래건스 25차전(나고야 돔), 5이닝 2실점으로 승패는 없음
- 첫 선발 승리 : 2019년 6월 24일, 대 도쿄 야쿠르트 스왈로스 3차전(메이지 진구 야구장), 7과 3이닝 2실점
- 첫 완투 승리·첫 완봉 승리 : 2019년 8월 17일, 대 지바 롯데 마린스 17차전(교세라 돔 오사카), 9이닝 2안타 4볼넷

#### 첫 기록(타격)
- 첫 타석 : 2018년 10월 13일, 대 주니치 드래건스 25차전(나고야 돔), 2회초에 야나기 유야로부터 2루 땅볼

### 등번호
- 42(2016년 ~ 2018년)
- 21(2019년 ~ 2023년)

### 연도별 투수 성적
| 연 도      | 소 속      | 등 판 | 선 발 | 완 투 | 완 봉 | 무 4 구 | 승 리 | 패 전 | 세 이 브 | 홀 드 | 승 률 | 타 자 | 이 닝 | 피 안 타 | 피 홈 런 | 볼 넷 | 고 4 | 몸 맞 | 탈 삼 진 | 폭 투 | 보 크 | 실 점 | 자 책 점 | 평 자 책 | W H I P |
| ---------- | ---------- | ----- | ----- | ----- | ----- | ------- | ----- | ----- | -------- | ----- | ----- | ----- | ----- | -------- | -------- | ----- | ---- | ----- | -------- | ----- | ----- | ----- | -------- | -------- | ------- |
| 2017년     | 한신       | 1     | 0     | 0     | 0     | 0       | 1     | 0     | 0        | 0     | 1.000 | 3     | 1.0   | 0        | 0        | 0     | 0    | 0     | 1        | 0     | 0     | 0     | 0        | 0.00     | 0.00    |
| 2018년     | 한신       | 2     | 1     | 0     | 0     | 0       | 0     | 0     | 0        | 0     | ----  | 27    | 8.0   | 5        | 0        | 1     | 0    | 0     | 2        | 0     | 0     | 2     | 2        | 2.25     | 0.75    |
| 2019년     | 오릭스     | 10    | 10    | 1     | 1     | 0       | 3     | 2     | 0        | 0     | .600  | 234   | 54.0  | 63       | 5        | 17    | 0    | 5     | 37       | 1     | 0     | 28    | 27       | 4.50     | 1.48    |
| 2020년     | 오릭스     | 2     | 2     | 0     | 0     | 0       | 1     | 0     | 0        | 0     | 1.000 | 40    | 9.0   | 8        | 0        | 5     | 0    | 1     | 3        | 0     | 0     | 5     | 3        | 3.00     | 1.44    |
| 2021년     | 오릭스     | 17    | 8     | 0     | 0     | 0       | 3     | 2     | 0        | 0     | .600  | 207   | 48.2  | 48       | 4        | 19    | 0    | 1     | 26       | 0     | 0     | 26    | 24       | 4.44     | 1.38    |
| 2022년     | 오릭스     | 6     | 6     | 0     | 0     | 0       | 2     | 0     | 0        | 0     | 1.000 | 111   | 26.0  | 27       | 1        | 10    | 0    | 0     | 20       | 2     | 0     | 13    | 11       | 3.81     | 1.42    |
| 2023년     | 오릭스     | 2     | 2     | 0     | 0     | 0       | 0     | 2     | 0        | 0     | .000  | 26    | 4.1   | 12       | 0        | 3     | 0    | 1     | 1        | 0     | 0     | 5     | 5        | 10.38    | 3.46    |
| 통산 : 7년 | 통산 : 7년 | 40    | 29    | 1     | 1     | 0       | 10    | 6     | 0        | 0     | .625  | 648   | 151.0 | 163      | 10       | 55    | 0    | 8     | 90       | 3     | 0     | 79    | 72       | 4.29     | 1.44    |

### 연도별 수비 성적
| 연도 | 소속   | 투수  | 투수  | 투수  | 투수  | 투수  | 투수     |
| 연도 | 소속   | 경 기 | 척 살 | 보 살 | 실 책 | 병 살 | 수 비 율 |
| ---- | ------ | ----- | ----- | ----- | ----- | ----- | -------- |
| 2017 | 한신   | 1     | 0     | 0     | 0     | 0     | ----     |
| 2018 | 한신   | 2     | 0     | 1     | 0     | 0     | 1.000    |
| 2019 | 오릭스 | 10    | 0     | 3     | 0     | 0     | 1.000    |
| 2020 | 오릭스 | 2     | 0     | 0     | 0     | 0     | ----     |
| 2021 | 오릭스 | 17    | 1     | 5     | 0     | 1     | 1.000    |
| 2022 | 오릭스 | 6     | 1     | 5     | 0     | 1     | 1.000    |
| 2023 | 오릭스 | 2     | 1     | 0     | 0     | 1     | 1.000    |
| 통산 | 통산   | 40    | 3     | 14    | 0     | 3     | 1.000    |